# جون گیبل
جون گیبل (انگلیسی: June Gable؛ زادهٔ ۵ ژوئن ۱۹۴۵) یک هنرپیشه اهل ایالات متحده آمریکا است.
از فیلم‌های معروف او می‌توان به بازی در فیلم او-شیطان اشاره کرد. 